# 어느 예술가의 마지막 일주일
어느 예술가의 마지막 일주일(Poulet aux prunes)은 2011년 공개된 드라마 영화로, 마르잔 사트라피의 그래픽노블 《자두 치킨》(휴머니스트)을 원작으로 한다.
이 영화는 2011년 9월 3일 제68회 베니스 국제 영화제 경쟁 부문에서 초연되었다. 이 영화는 10월 26일 Le Pacte를 통해 프랑스에서 개봉되었다.

## 줄거리
유명한 음악가인 나세르-알리는 아내가 자신의 바이올린을 부숴버리자 큰 상실감에 빠진다. 새 바이올린을 구했지만 연주할 의지를 잃은 그는 삶의 희망마저 놓아버리고 죽음을 택하기로 한다. 침대에 누워 죽음을 기다리며 그는 과거와 미래의 환영을 본다. 그의 큰딸은 어머니가 정해준 남자와 결혼하지만 이혼하고, 이후 배우와 열정적인 사랑에 빠지지만 비극적인 결말을 맞이한다. 반면 그의 어린 아들은 미국에서 여러 자녀를 낳고 할아버지가 된다.
죽음을 결심한 나세르-알리를 걱정한 아내는 그가 가장 좋아하는 자두를 넣은 닭 요리를 만들어준다. 아내는 어릴 적부터 그를 사랑했고, 유명 음악가가 되어 돌아올 때까지 기다렸다는 사실이 밝혀진다. 그러나 나세르-알리는 아내가 바이올린을 부순 것을 용서할 수 없다며 그녀의 호의를 거부한다.
죽음을 기다리던 중 그는 어머니가 고통스러워하며 자신의 기도를 멈춰달라고 했던 것을 기억한다. 그의 기도가 어머니를 죽음으로부터 붙잡고 있었던 것이다. 나세르-알리의 막내아들이 그를 위해 기도하고 있었음이 드러난다. 죽음을 갈망했지만 죽지 못하고, 엿새째에 죽음의 천사를 만난다. 그는 살고 싶다고 말하지만 이미 늦었다.
나세르-알리는 생의 마지막 날에 젊은 시절 사랑했던 여인 이란을 꿈에서 만난다. 바이올린을 배우던 시절, 그의 연주에는 영혼이 없다는 스승의 말에 좌절하던 중 우연히 이란을 만나 사랑에 빠졌지만, 그녀의 아버지는 그의 경제적 능력이 부족하다는 이유로 결혼을 반대한다. 이로 인해 큰 실의에 빠진 나세르-알리는 스승으로부터 영혼이 담긴 연주를 할 수 있게 되었다는 칭찬과 함께 새로운 바이올린을 받는다. 그는 20년간 세계 투어를 다니고, 이란은 다른 남자와 결혼하여 손녀를 둔다.
나세르-알리가 아내와 결혼하고 아이를 낳은 뒤, 그는 우연히 손녀와 함께 걷는 이란을 마주친다. 그녀에게 말을 걸어보지만, 이란은 그를 기억하지 못한다. 그러나 모퉁이를 돌아선 이란은 그의 존재를 기억하고 눈물을 흘린다. 결국 나세르-알리는 침대에 누운 지 8일째 되는 날 숨을 거두고, 이란은 몰래 그의 장례식에 참석한다.

## 출연

### 주연
- 마티유 아말릭
- 마리아 드 메데이로스
- 이사벨라 로셀리니
- 골쉬프테 파라하니

### 조연
- 에두아르 바에르
- 에릭 카라바카
- 자멜 드부즈

## 기타
- 프로듀서: 헹가메 파나히
- 미술: 우도 크레이머
- 세트: 베른하드 헨리흐
- 의상: 매들린 폰테인